# Pattinaggio di figura al XIV Festival olimpico invernale della gioventù europea - Ragazze
Il concorso del Pattinaggio di figura al XIV Festival olimpico invernale della gioventù europea delle raggazze si è svolto il 13 e 14 febbraio 2019 allo Skenderija di Sarajevo in Bosnia ed Erzegovina. Sono stati ammessi a partecipare alla competizione le pattinatrici nate tra il 1º luglio 2002 e il 30 giugno 2004. Le pattinatrici hanno gareggiato nel programma corto e nel programma libero. Ognuno dei due programmi ha attribuito un punteggio. La somma dei risultati ha determinato la vincitrice della competizione.

## Programma
| Data        | Ora (UTC+1) | Evento           |
| ----------- | ----------- | ---------------- |
| 13 febbraio | 13:00       | Programma corto  |
| 14 febbraio | 13:00       | Programma libero |

## Risultati
| Class | Nome                      | Nazione       | Totale | PC | PC    | PL | PL     |
| ----- | ------------------------- | ------------- | ------ | -- | ----- | -- | ------ |
| 1     | Anna Ščerbakova           | Russia        | 202.79 | 1  | 72.57 | 1  | 130.22 |
| 2     | Lucrezia Beccari          | Italia        | 173.69 | 2  | 58.91 | 2  | 114.78 |
| 3     | Anastasiia Arkhipova      | Ucraina       | 161.73 | 3  | 58.58 | 3  | 103.15 |
| 4     | Eva-Lotta Kiibus          | Estonia       | 155.93 | 5  | 54.21 | 4  | 101.72 |
| 5     | Anaïs Coraducci           | Svizzera      | 151.68 | 6  | 52.50 | 5  | 99.18  |
| 6     | Alina Urushadze           | Georgia       | 151.29 | 4  | 55.99 | 7  | 95.30  |
| 7     | Stefanie Pesendorfer      | Austria       | 147.01 | 8  | 49.35 | 6  | 97.66  |
| 8     | Ann-Christin Marold       | Germania      | 128.72 | 13 | 41.39 | 8  | 87.33  |
| 9     | Caya Scheepens            | Paesi Bassi   | 127.74 | 14 | 41.38 | 9  | 86.36  |
| 10    | Linnea Ceder              | Finlandia     | 125.04 | 9  | 46.25 | 11 | 78.79  |
| 11    | Anete Lāce                | Lettonia      | 124.82 | 17 | 39.59 | 10 | 85.23  |
| 12    | Aliaksandra Chepeleva     | Bielorussia   | 118.58 | 10 | 44.78 | 14 | 73.80  |
| 13    | Júlia Láng                | Ungheria      | 118.56 | 7  | 50.78 | 22 | 67.78  |
| 14    | Leona Rogić               | Serbia        | 115.66 | 20 | 38.33 | 12 | 77.33  |
| 15    | Océane Piegad             | Francia       | 114.86 | 11 | 41.99 | 15 | 72.87  |
| 16    | Hana Cvijanović           | Croazia       | 114.23 | 12 | 41.65 | 16 | 72.58  |
| 17    | Ema Doboszová             | Slovacchia    | 113.95 | 16 | 39.74 | 13 | 74.21  |
| 18    | Magdalena Zawadzka        | Polonia       | 113.08 | 15 | 40.99 | 17 | 72.09  |
| 19    | Klára Štěpánová           | Rep. Ceca     | 110.62 | 18 | 39.23 | 18 | 71.39  |
| 20    | Ivelina Baycheva          | Bulgaria      | 107.77 | 19 | 38.44 | 21 | 69.33  |
| 21    | Marta María Jóhannsdóttir | Islanda       | 104.29 | 24 | 34.59 | 20 | 69.70  |
| 22    | Güzide Irmak Bayır        | Turchia       | 103.95 | 25 | 33.80 | 19 | 70.15  |
| 23    | Genevieve Somerville      | Gran Bretagna | 101.92 | 21 | 36.58 | 24 | 65.34  |
| 24    | Ana Čmer                  | Slovenia      | 100.43 | 22 | 34.95 | 23 | 65.48  |
| 25    | Ana Sofia Beşchea         | Romania       | 98.50  | 23 | 34.82 | 25 | 63.68  |
| 26    | Gemma Marshall            | Lussemburgo   | 90.92  | 28 | 30.45 | 26 | 60.47  |
| 27    | Marina Asoyan             | Armenia       | 77.63  | 26 | 30.90 | 27 | 46.73  |
| 28    | Angela Camp Torres        | Andorra       | 74.72  | 27 | 30.48 | 28 | 44.24  |
| 29    | Malamatenia Karagianni    | Grecia        | 50.77  | 29 | 19.68 | 29 | 31.09  |